# José Contreras
Pour les articles homonymes, voir Contreras.
José Ariel Contreras Camejo (né le 6 décembre 1971  à Las Martinas, Cuba) est un ancien lanceur droitier de la Ligue majeure de baseball.
Il compte une sélection au match des étoiles en 2006 et est un gagnant de la Série mondiale 2005 avec les White Sox de Chicago. À l'origine lanceur partant, il est converti en releveur par les Phillies de Philadelphie en 2010.

## Carrière
Avec l'équipe de Cuba, il remporte le titre olympique en 1996 et enlève une médaille d'argent en 2000. Sacré trois fois athlète cubain de l'année, il fuit Cuba en octobre 2002 à l'occasion d'un déplacement au Mexique. Il s'engage avec les New York Yankees le 26 décembre 2002.
Contreras fait ses débuts en ligues majeures le 31 mars 2003, signant sept victoires pour deux défaites en dix-huit matches joués, dont neuf comme lanceur partant en saison régulière. Il prend part à la Série mondiale 2003 comme lanceur de relève à l'occasion de quatre rencontre (6,1 manches lancées).
Commençant la saison 2004 avec les Yankees, il est échangé aux White Sox de Chicago le 31 juillet. Une rupture du tendon d'Achille le 8 août 2008 contre les Red Sox de Boston met un terme à sa saison 2008.
Le 31 août 2009, Contreras est échangé aux Rockies du Colorado pour le lanceur Brandon Hynick. 
Devenu agent libre après la saison 2009, il signe le 28 janvier 2010 un contrat d'un an avec les Phillies de Philadelphie, qui prévoient l'utiliser comme lanceur de relève. Il apparaît dans 67 matchs durant la saison, à chaque fois en relève. Sa fiche est de 6-4 avec une moyenne de points mérités de 3,34. Il enregistre son premier sauvetage en carrière le 15 mai à Milwaukee, et protège quatre victoires des Phillies en l'absence du stoppeur attitré Brad Lidge, blessé.
Le 15 novembre 2010, Contreras accepte une nouvelle entente de deux saisons avec les Phillies. 
Après son départ de Philadelphie, il apparaît dans 7 matchs des Pirates de Pittsburgh en avril et mai 2013. En juillet de la même année, après avoir été libéré par les Pirates, il rejoint les Red Sox de Boston.